# Marc Atili Serrà (pretor)
Marc Atili Serrà (en llatí Marcus Atilius Serranus) va ser un magistrat i militar romà. Formava part de la gens Atília i era de la família dels Serrà.
Va ser pretor l'any 152 aC i va obtenir com a província la Hispània Ulterior, on va anar seguidament (any 151 aC) i va derrotar el poble dels lusitans als quals va conquerir la seva principal ciutat Oxthrace.